# ماتی یونیچ
ماتی یونیچ (کرواتی: Matej Jonjić؛ زادهٔ ۲۹ ژانویهٔ ۱۹۹۱) بازیکن فوتبال اهل کرواسی است.
از باشگاه‌هایی که در آن بازی کرده‌است می‌توان به باشگاه فوتبال اوسیک، باشگاه فوتبال هایدوک اسپلیت، و باشگاه فوتبال اینچئون یونایتد اشاره کرد.